# Parafia Najświętszej Maryi Panny Matki Miłosierdzia w Jastrzębiu
Parafia Najświętszej Maryi Panny Matki Miłosierdzia w Jastrzębiu – parafia rzymskokatolicka w Jastrzębiu. Należy do dekanatu Poraj archidiecezji częstochowskiej. Została utworzona 19 stycznia 1985 roku, poprzez wydzielenie z parafii Najświętszego Serca Pana Jezusa w Poraju oraz parafii św. Michała Archanioła w Kamienicy Polskiej. Parafię prowadzą księża diecezjalni.

## Historia
13 sierpnia 1982 roku utworzono w Jastrzębiu wikariat terenowy, którego duszpasterzem, a następnie pierwszym proboszczem został ks. Idzi Stacherczak. Wkrótce udało mu się nabyć odpowiednią działkę i przystąpić do budowy kościoła wraz z zapleczem mieszkalno-duszpasterskim według projektu architekta Zygmunta Fagasa. Świątynię tę poświęcił rytem zwykłym 28 listopada 1984 roku biskup Miłosław Kołodziejczyk, a uroczystym (konsekrował) 10 listopada 1991 roku biskup Stanisław Nowak. Parafia została erygowana 1 lutego 1985 roku przez tegoż biskupa.

## Proboszczowie parafii
| imię i nazwisko                  | daty urzędowania   |
| -------------------------------- | ------------------ |
| ks. Idzi Stacherczak             | 1983–1993          |
| ks. Jarosław Dariusz Józef Binek | 1993–1998          |
| ks. Wojciech Tadeusz Krasowski   | 1998–2012          |
| ks. Marek Kazimierz Latos        | 2012–2021          |
| ks. Zdzisław Zgrzebny            | od 1 lipca 2021    |
| ks. Marek Łakomy                 | od 1 września 2021 |